# Amblyseius mazatlanus
Amblyseius mazatlanus är en spindeldjursart som beskrevs av Denmark och Muma 1989. Amblyseius mazatlanus ingår i släktet Amblyseius och familjen Phytoseiidae. Inga underarter finns listade i Catalogue of Life.